# Kopîșce, Olevsk
Kopîșce (în ucraineană Копище) este localitatea de reședință a comunei Kopîșce din raionul Olevsk, regiunea Jîtomîr, Ucraina.

## Demografie
Componența lingvistică a localității Kopîșce
     Ucraineană (97,76%)
     Belarusă (1,83%)
     Alte limbi (0,2%)
Conform recensământului din 2001, majoritatea populației localității Kopîșce era vorbitoare de ucraineană (97,76%), existând în minoritate și vorbitori de belarusă (1,83%).